# Pranab Mukherjee

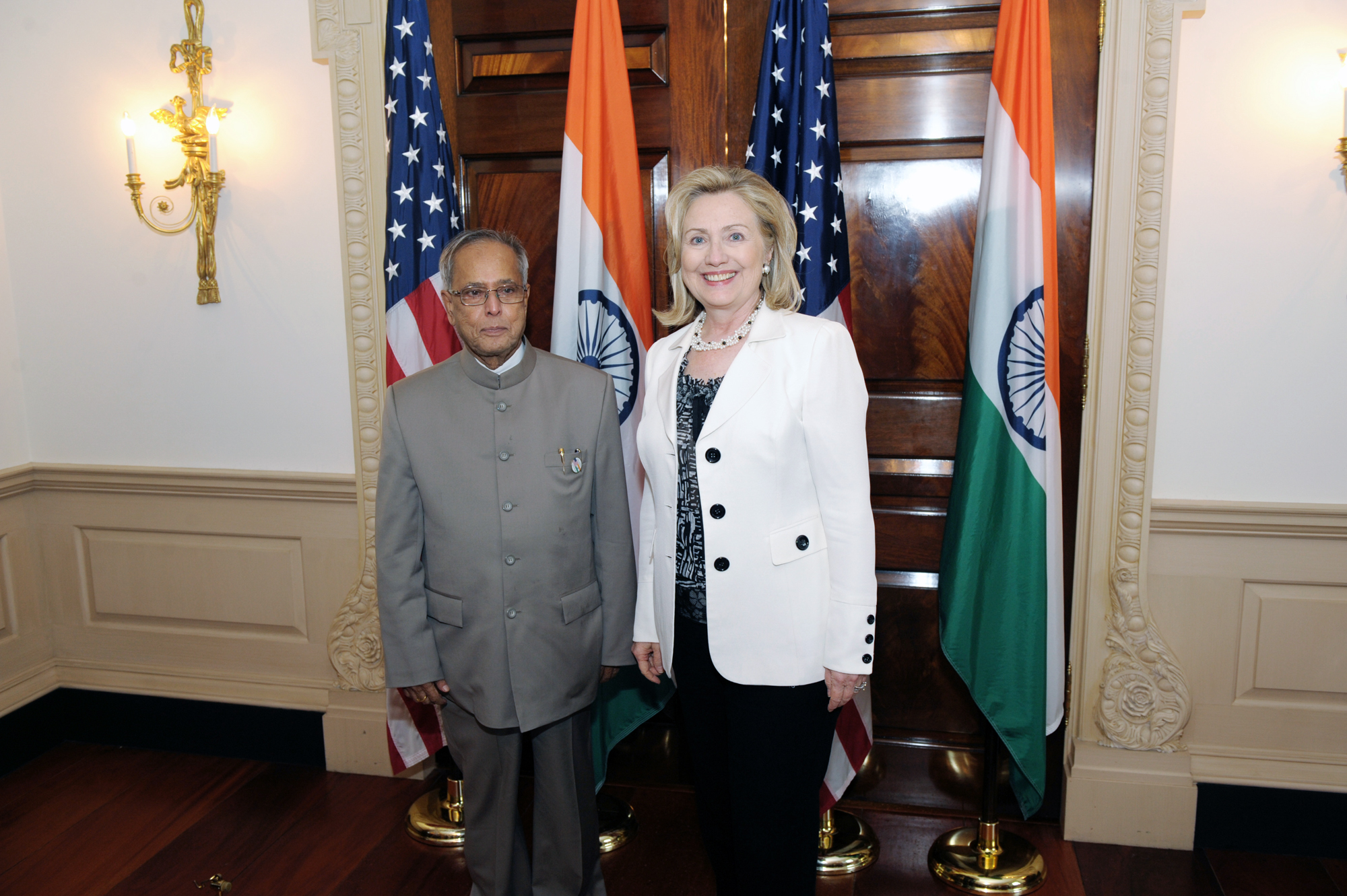
Pranab Mukherjee i Hillary Clinton. (2011)

Pranab Kumar Mukherjee (beng. প্রণব কুমার মুখোপাধ্যায়; (ur. 11 grudnia 1935 w Mirati, zm. 31 sierpnia 2020 w Delhi) – indyjski polityk, minister finansów w latach 1982–1984 oraz 2009–2012, minister spraw zagranicznych w latach 1995–1996 oraz 2006–2009, minister obrony w latach 2004–2006. Przewodniczący obu izb parlamentu, Rajya Sabhy w latach 1980–1985 oraz Lok Sabhy w latach 2004–2012. Prezydent Indii w latach 2012–2017.

## Życiorys

### Młodość i edukacja
Urodził się w 1935 wiosce Mirati, w pobliżu miasta Kirnahar w dystrykcie Birbhum w stanie Bengal Zachodni (ówczesny Bengal w Indiach Brytyjskich). Jego ojciec, Shri Kamada Kinkar Mukherjee, od 1920 był członkiem Indyjskiego Kongresu Narodowego (INC) oraz członkiem Rady Legislacyjnej Bengalu Zachodniego (1952-1964) i za swoją działalność niepodległościową spędził ponad 10 lat w więzieniu. Murkherjee uczęszczał do szkoły Suri Vidyasagar College w Suri w dystrykcie Birbhum, po czym uzyskał tytuł magistra historii oraz nauk politycznych na University of Calcutta w Kalkucie. Na tej samej uczelni ukończył również prawo. Swoją karierę zawodową rozpoczynał jako nauczyciel, a następnie dziennikarz.
W lipcu 1957 poślubił Suvrę Mukherjee, ma córkę oraz dwóch synów.

### Kariera polityczna
Karierę polityczną rozpoczynał pod koniec lat 60. XX w. Na przestrzeni kilkudziesięciu lat był członkiem obu izb parlamentu, zajmował stanowiska ministerialne w rządzie, pełnił kierownicze funkcje w Indyjskim Kongresie Narodowym (INC) oraz reprezentował kraj w różnych organizacjach międzynarodowych i konferencjach.
W lipcu 1969 z ramienia INC wszedł po raz pierwszy w skład wyższej izby parlamentu, Rajya Sabhy. Reelekcję uzyskiwał w 1975, 1981, 1993 i w 1999. W latach 1978–1980 zajmował stanowisko wiceprzewodniczącego INC w Rajya Sabhie, natomiast od 1980 do 1985 pełnił funkcję przewodniczącego izby. W czerwcu 2004 został deputowanym do niższej izby parlamentu, Lok Sabhy. Wyborach w 2009 utrzymał mandat. Od czerwca 2004 do czerwca 2012 zajmował urząd jej przewodniczącego.
W lutym 1973 wszedł po raz pierwszy w skład gabinetu, zostając wiceministrem rozwoju przemysłowego. Od stycznia do października 1974 pełnił funkcję wiceministra transportu oraz wiceministra przemysłu. Od października 1974 do grudnia 1975 był ministrem stanu ds. finansów, następnie ministrem stanu ds. bankowości (od grudnia 1975 do marca 1977). Od stycznia 1980 do stycznia 1982 zajmował stanowisko ministra handlu, stali i kopalń w rządzie Indiry Gandhi, a od stycznia 1982 do grudnia 1984 stanowisko ministra finansów. Wkrótce po objęciu władzy przez Rajiva Gandhiego po zabójstwie Indiry Gandhi, został zdymisjonowany.
W 1986 wystąpił z Indyjskiego Kongresu Narodowego na skutek rywalizacji o przywództwo w partii z Rajivem Gandhim. Założył własne ugrupowanie Rashtriya Samajwadi Congress, jednakże w 1989 powrócił w szeregi INC. W 1987 na 6 lat utracił mandat deputowanego do Rajya Sabhy.
Od 24 czerwca 1991 do 15 maja 1996 zajmował stanowisko wiceprzewodniczącego Komisji Planowania, zajmującej się opracowywaniem planów rozwoju gospodarczego kraju. Jednocześnie od stycznia 1993 do lutego 1995 był ministrem handlu w rządzie P.V. Narasimhy Rao. Od 10 lutego 1995 do 16 maja 1996 zajmował w nim natomiast urząd ministra spraw zagranicznych.
Po ponownym dojściu do władzy Indyjskiego Kongresu Narodowego, od 22 maja 2004 do 26 października 2004 pełnił funkcję ministra obrony w gabinecie Manmohana Singha, a następnie funkcję ministra spraw zagranicznych (od 26 października 2006 do maja 2009) oraz ministra finansów (od 24 stycznia 2009 do 26 czerwca 2012).
W szeregach Indyjskiego Kongresu Narodowego (INC) zajmował stanowisko członka jego komitetu wykonawczego Congress Working Committee (1978-1986 oraz 1997-2012), członka komitetu wyborczego Central Election Committee (2001-2010), członka prezydium partii All India Congress Committee, skarbnika prezydium (1978-1979) oraz przewodniczącego struktur INC w Bengalu Zachodnim.
Jako minister finansów zasiadał w latach 1982-1985 oraz 2009-2012 w Międzynarodowym Funduszu Walutowym, Banku Światowym, Azjatyckim Banku Rozwoju oraz Afrykańskim Banku Rozwoju. W 1995 oraz w 2007 przewodniczył konferencjom Południowoazjatyckiego Stowarzyszenia Współpracy Regionalnej (SAARC). Brał również udział w wielu międzynarodowych konferencjach i spotkaniach. Przewodniczył indyjskiej delegacji w czasie konferencji ministrów finansów Wspólnoty Narodów w 1982, 1983 i 1984; dorocznej sesji Zgromadzenia Ogólnego ONZ w 1994, 1995, 2005 i 2006; konferencji szefów rządów Wspólnoty Narodów w Auckland w 1985 oraz konferencji Ruchu Państw Niezaangażowanych w Cartagenie w 1995.
W 1997 otrzymał nagrodę dla najlepszego indyjskiego parlamentarzysty Outstanding Parliamentarian Award, a w 2012 nagrodę dla najlepszego administratora Best Administrator in India Award. W 2008 został odznaczony Orderem Padma Vibhushan.

#### Prezydent Indii
15 czerwca 2012 uzyskał nominację Indyjskiego Kongresu Narodowego na urząd prezydenta w nadchodzących wyborach szefa państwa. 26 czerwca 2012 zrezygnował z zajmowanych stanowisk ministra finansów, deputowanego i przewodniczącego Lok Sabhy oraz członkostwa w INC. 19 lipca 2012 został wybrany przez członków parlamentu i zgromadzeń stanowych na urząd 13. prezydenta Indii. W głosowaniu pokonał P.A. Sangmę, kandydata z nominacji opozycyjnego Narodowego Sojuszu Demokratycznego. Urząd objął 25 lipca 2012.
Zmarł 31 sierpnia 2020 na COVID-19.